# Assemblea Rappresentativa del Popolo Kampucheano
L'Assemblea Rappresentativa del Popolo Kampucheano in (khmer: សភាតំណាងប្រជាជនកម្ពុជា) è stato il nome ufficiale del parlamento unicamerale della Cambogia durante il periodo della Kampuchea Democratica. Fu stabilita come la legislatura ufficiale della Kampuchea Democratica il 5 gennaio 1976, è consisteva di 250 deputati.
Dei seggi, 150 erano, in base alla consultazione riservati ai rappresentanti dei contadini, 50 per i "i lavoratori e altre persone lavoratrici" e 50 per l'Esercito rivoluzionario della Kampuchea. Tutti i deputati erano da eleggere simultaneamente durante un ballottaggio segreto ogni cinque anni, con le prime elezioni che si tennero il 20 marzo 1976.
L'assemblea tenne la sua unica sessione plenaria dall'11 aprile al 13 aprile, eleggendo un presidium, consistente di un presidente, di un primo vicepresidente e un secondo vicepresidente, eleggendo allo stesso tempo l'amministrazione di governo della Kampuchea Democratica, e il comitato permanente che rappresentava l'assemblea quando non convocata. I membri delle Forze Armate Rivoluzionarie Popolari Kampucheane non furono mai eletti; il comitato centrale del Partito Comunista di Kampuchea eleggeva il presidente e altri alti ufficiali al suo interno e nel presidium statale. I piani per le elezioni dei membri erano discusse, ma i 250 membri delle forze armate rivoluzionarie erano in sostanza eletti dal livello superiore del PCK.
L'assemblea fu formalmente smantellata quando i vietnamiti catturarono Phnom Penh il 7 gennaio 1979 e stabilirono la Repubblica Popolare di Kampuchea.

## Presidenti del Comitato Permanente dell'Assemblea Rappresentativa del Popolo Kampucheano
- Nuon Chea, 13 aprile 1976-7 gennaio 1979